# Куликовский, Иван Иванович
Иван Иванович Куликовский (19 января 1894, Малая Меженка, Воронежская губерния, Российская империя — 3 июня 1919, деревня Судколово, Уфимская губерния, РСФСР) — русский военный, подполковник.

## Биография
Родился 19 января 1894 года в селе Малая Меженка Воронежской губернии. Его отец, Иван Петрович, был помещиком либеральных взглядов, председателем губернского земства, мать, Евгения Августовна Витте, происходила из прибалтийской немецкой дворянской семьи. В семье, кроме него, было 4 сына и 3 дочери.
В 1904 году вступил в Воронежский кадетский корпус великого князя Михаила Павловича, который окончил в 1911 году. Избрав дальнейшую военного — поступил в Михайловское артиллерийское училище.
После окончания училища — в июле 1914 года был направлен в 11-ю артиллерийскую бригаду, расположенную в районе городов Дубно и Луцк. С началом Первой мировой войны — Куликовский на фронте. В сентябре 1914 года был тяжело ранен в голову. Проведя 6 недель в госпитале, не долечившись, вернулся в свою батарею.
В 1915 году произведён в чин поручика. Принимал участие в Брусиловском прорыве. Во время одного из боёв, стараясь как можно эффективнее поддерживать действия пехоты при прорыве второй линии австрийцев, находился со своей батареей так близко к неприятелю, что был ранен в ногу осколком ручной гранаты. Получил чин штабс-капитана. После лечения вновь вернулся в строй.
События февраля 1917 года встретил на фронте. Принимал активное участие в июньском наступлении у Станиславова (ныне Ивано-Франковск). С распадом Русской императорской армии, в ноябре 1917 года, перешёл на службу в Чехословацкий корпус, с которым собирался выехать на Западный фронт во Францию. Принял командование батареей в 1-й Чехословацкой артиллерийской бригаде Яна Жижки.
В феврале 1918 года находился при штабе корпуса. После начала оккупации Украины войсками Германии и Австро-Венгрии со штабом отступал к Киеву, откуда эшелоном уехал в Россию. 25 июня часть штаба корпуса под охраной 3-й роты 1-го Чехословацкого ударного батальона прибыла в город Петропавловск. Здесь Куликовский встретил восстание чехословацкого корпуса. Желая лично участвовать в боевых операциях, ушёл из штаба и принял командование артиллерийским взводом. Участвовал в освобождении Троицка, позднее был в боевых операциях на фронте между Челябинском и Екатеринбургом. Во время боя на станции Маук захватил два орудия Красной Армии, расширив тем самым состав своего взвода до батареи, входившей в состав 1-й артиллерийской бригады. Со своей батареей в составе чехословацких частей участвовал в освобождении Екатеринбурга. В сентябре 1918 года реорганизовал батарею в 1-ю Чехословацкую конную батарею.
В течение нескольких месяцев батарея участвовала в боевых операциях, успешно поддерживая чехословацкие части. В начале октября 1918 года И. И. Куликовский был произведён в чин капитана. До декабря 1918 года воевал на Белебейском фронте.
После того, как на фронте стали появляться русские части, которым чехословаки, утомлённые полугодичными непрерывными боями, передавали фронт, Куликовский принял решение уйти из Чехословацкой армии. 8 апреля 1919 года он расстался со своей батареей и 13 апреля был исключён из состава армии.
В апреле 1919 года на Уфимском фронте в чине подполковника принял командование 4-м конно-егерским полком.
Погиб 3 июня 1919 года в бою у деревни Судколово Уфимской губернии и был похоронен на церковном кладбище в городе Бирске.

## Награды
- Награждён орденом Св. Георгия 3-й степени (22 июня 1919 года, посмертно).
- Также был награждён другими орденами Российской империи.